# Катастрофа Ан-8 в Лахте
Катастрофа Ан-8 в Лахте — авиационная катастрофа военно-транспортного Ан-8 ВВС Северного флота, произошедшая в воскресенье 23 января 1966 года близ аэродрома Лахта, при этом погибли 25 человек. Крупнейшая катастрофа Ан-8.

## Экипаж
Рейс выполнял экипаж из 912-го отдельного транспортного авиационного полка (базировался в Луостари-Новом):
- Командир корабля — капитан В. А. Кропанёв
- Старший лейтенант Сафонов
- Старший лейтенант Афанасьев
- Старший лейтенант Гофман
- Старший лейтенант Свинаренко

## Катастрофа
Экипаж выполнял рейс из аэродрома Кипелово (Вологодская область) на аэродром Лахта (Архангельская область), в ходе которого перевозил руководство 392-го отдельного дальне-разведывательного авиационного полка (Кипелово или «Вологда-18») из 20 человек во главе с подполковником А. С. Федотовым, которое направлялось в Лахту на Военный Совет ВВС Северного флота. Заход на посадку выполнялся в условиях облачности, при этом в облаках наблюдалось обледенение. Ан-8 прошёл ДПРМ, после чего экипаж, вероятно, довыпустил закрылки. Но затем машина вдруг быстро опустила нос и врезалась в озеро Лахта близ аэродрома, полностью разрушившись. Все 25 человек на борту погибли.

## Причины
Как и в случае с произошедшей за год до этого катастрофой в Кировабаде, причиной катастрофы стало обледенение стабилизатора, что могло произойти из-за недостаточной эффективности противообледенительной системы стабилизатора. Когда на стабилизаторе образовывался лёд, происходило снижение критических углов атаки, а потому стабилизатор быстро выходил на закритические углы атаки, после чего самолёт терял продольную устойчивость и самопроизвольно входил в пикирование.
Проблема с «клевком» наблюдалась и у «потомков» Ан-8: пассажирского Ан-10 (катастрофы во Львове 16.11.1959 и 26.02.1960) и транспортного Ан-12 (катастрофы под Сургутом 22.01.1971 и 31.01.1971). Впоследствии на Ан-10 и Ан-12 эффективность противообледенительной системы стабилизатора была увеличена.

## Последствия
12 февраля 1966 года Вологодский областной Совет депутатов принял решение переименовать гарнизон Кипелово в Федотово в честь погибшего в лахтинской авиакатастрофе подполковника Федотова, который являлся первым командиром данного гарнизона.
После данной катастрофы на самолётах Ан-8 начали ставиться сигнализаторы обледенения РИО-2.